# Ja, Klaudiusz

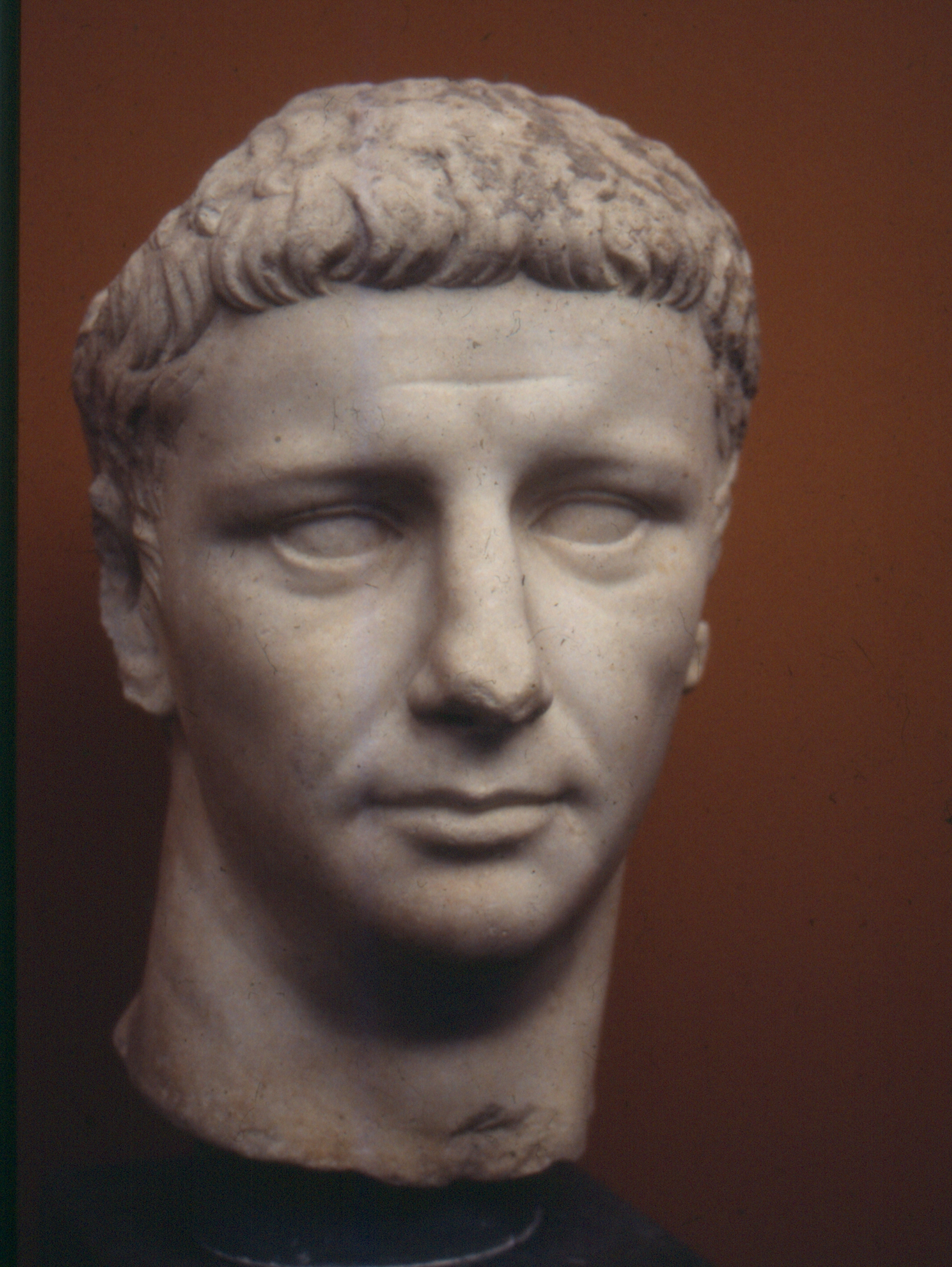
Popiersie cesarza Klaudiusza znajdujące się w zbiorach Gliptoteki Kopenhaskiej

Ja, Klaudiusz (tytuł oryginalny I, Claudius) – powieść brytyjskiego pisarza Roberta Gravesa z 1934. Wraz z częścią drugą, Klaudiusz i Messalina, stanowi dylogię o starożytnym Rzymie. 
Książka napisana została w formie pseudo autobiografii cesarza rzymskiego, Klaudiusza. Jej akcja toczy się za panowania dynastii julijsko-klaudyjskiej, począwszy od zamachu na Juliusza Cezara w 44 przed naszą erą, a skończywszy na zabójstwie Kaliguli w 41 naszej ery, portretując kolejnych cesarzy: Augusta, Tyberiusza i Kaligulę. 
Powieść stanowi nie tylko fresk o rzymskim Imperium, ale także uniwersalny traktat o władzy. Wiele mówi też o czasach, w których powstawała, współczesnych Gravesowi. 
W 2005 książka Ja, Klaudiusz znalazła się na liście 100 najlepszych powieści anglojęzycznych tygodnika „Time” opublikowanych po 1923. Dylogia otrzymała w 1934 brytyjską nagrodę literacką James Tait Black Memorial Prize. 

## Opis fabuły
Opowiadający swe losy Klaudiusz jest członkiem cesarskiej rodziny. Kuternoga i jąkała przystosowuje się do sytuacji udając głupca, dzięki czemu walcząca o władzę i mordująca się nawzajem rodzina pozostawia go przy życiu. Wyszydzany i pogardzany przez wszystkich jest bystrym obserwatorem rzeczywistości i stosunków panujących na dworze cesarskim. Po morderstwie Kaliguli, Klaudiusz nieoczekiwanie zostaje obwołany cezarem.

## Ekranizacje
- Ja, Klaudiusz -  nieukończony film brytyjski z 1937 roku
- Ja, Klaudiusz -  brytyjski serial telewizyjny z 1976 roku